# Syncretisme (religie)
Syncretisme is in de godsdienstwetenschappen het naar elkaar toegroeien van religies, een poging om uiteenliggende of tegengestelde geloven en religies met elkaar te combineren. Een equivalent woord kan fusie of hybridisatie zijn.
Het syncretisme is ook de samengroeiing en versmelting, onder andere van wereldbeschouwingen van verschillende herkomst, zonder dat er echte samenvattende beschouwing wordt bereikt. Bij uitbreiding kan ook in taalvormen of muziek syncretisme worden nagestreefd. Syncretisme veronderstelt in zijn algemeenheid een onderliggende eenheid. Sommige godsdienstwetenschappers verwerpen de term syncretisme, omdat het immers veronderstelt dat er zuivere religies zouden bestaan. Maar in werkelijkheid zijn religies steeds in interactie met hun omgeving.
De term wordt meestal gebruikt voor een succesvolle nieuwe mengvorm. Christenspiritisme is een voorbeeld hiervan. 
Behoudende aanhangers van godsdiensten die zich op een onfeilbare openbaring beroepen zoals het jodendom, de islam en het christendom, trachten veelal vreemde religieuze elementen uit hun geloof te weren; dit in tegenstelling tot meer vrijzinnige aanhangers, die ze verwelkomen of er althans geen gevaar in zien. Het nastreven van orthodoxie kan echter niet altijd voorkomen dat syncretische elementen het godsdienstig denken binnenkomen. Vaak is dit een ongemerkt proces.

## Etymologie
Het woord syncretisme komt via het Latijnse syncretismus uit het Griekse συνκρητισμός (synkretismos) hetgeen betekent dat twee partijen een verdrag sluiten tegen een derde partij. De term is voor het eerst gebruikt door Plutarchus, om het eenheidsfront van de Kretenzers aan te duiden, die onderling verdeeld waren, maar zich aaneensloten om zich samen tegen vreemdelingen te kunnen verweren.
Het woord raakte in deze betekenis in onbruik, totdat Erasmus het gebruikte in zijn Adagia, gepubliceerd in 1518. Erasmus verwees daarbij expliciet naar Plutarchus.

## Syncretisme in het Hellenisme
Syncretisme was een essentieel aspect van de Griekse religie. De hellenistische cultuur in dat tijdperk, na de periode van Alexander de Grote, was syncretisch, namelijk een interpretatio Graeca van Perzische, Anatolische, Egyptische en uiteindelijk ook van Etruskische en Romeinse invloeden. Zo werd de Egyptische god Amon ontwikkeld naar de Hellenistische Zeus Ammon, nadat Alexander de Grote in de woestijn het orakel van Amon zocht te Siwa. In Alexandrië in Egypte woonde tijdens de Joodse diaspora een zeer groot aantal joden. Daar werden ook de joodse en Egyptische invloeden vermengd met de Griekse cultuur tot vele gnostische en pre-christelijke facties.

## Syncretisme in Rome

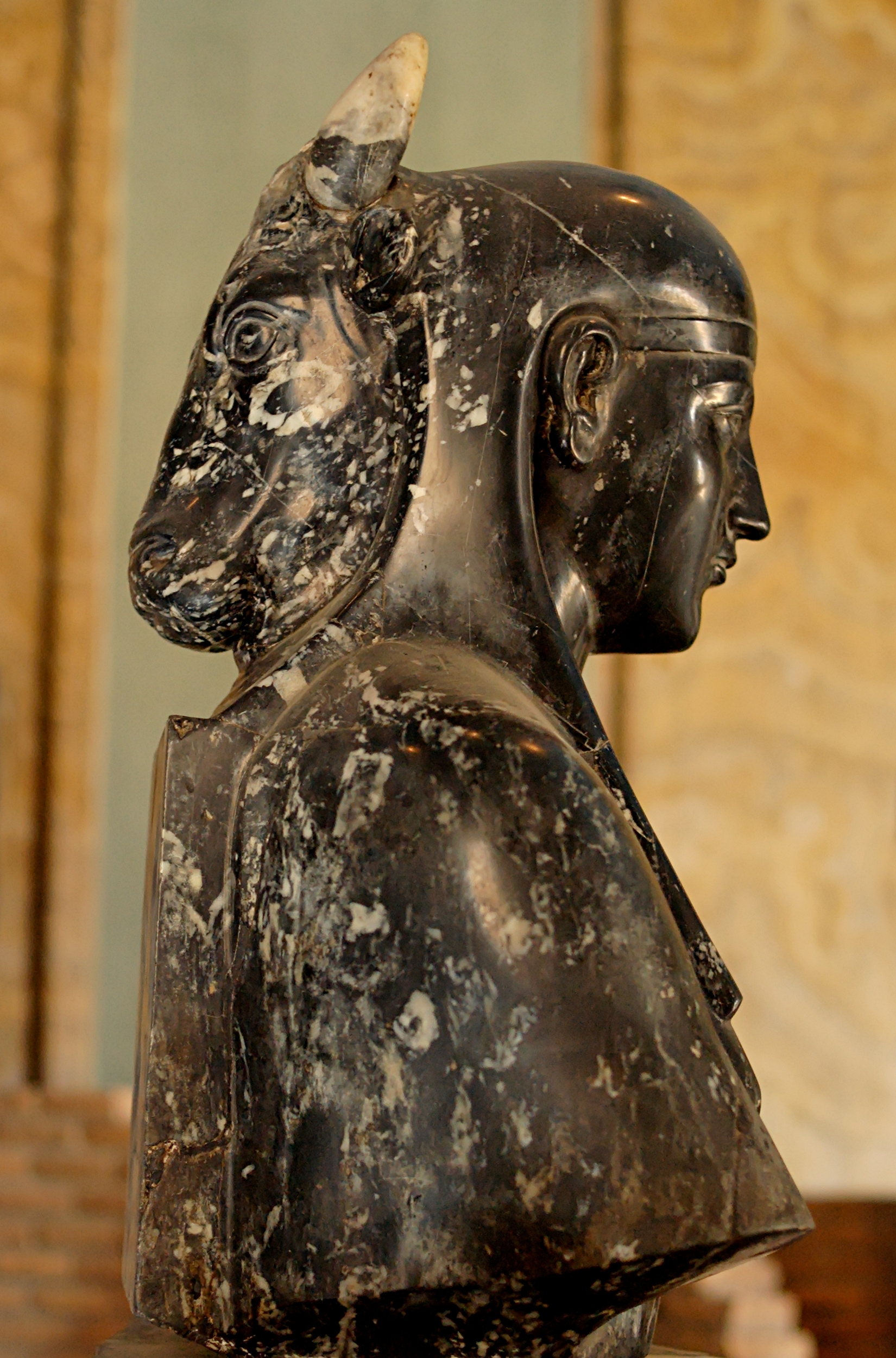
Serapis (Osiris-Apis)

Ook de Romeinen, die zichzelf zagen als erfgenamen van andere beschavingen, vermengden de Griekse goden met soortgelijke godheden uit de Etruskische of Romeinse tradities (een interpretatio Romana). De Romeinen verwelkomden ook Egyptische goden in hun stad zoals Serapis en Isis, en de Perzische Mithras. Zie ook Mars. Mars werd vooral met veel Gallische goden gefuseerd.

## Christelijk syncretisme
Het opkomend christendom bracht zijn boodschap door interpretatio Christiana, door bestaande begrippen te gebruiken, waarvan er een aantal afkomstig was uit de Griekse en andere heidense beschavingen. Volgens sommigen werden diverse heidense elementen rechtstreeks overgenomen. Een voorbeeld: toen de christelijke missionarissen in West-Europa kwamen, trachtten ze de bekering zo vlot mogelijk te laten verlopen. Zo werd de eik door de Germanen als een god aanbeden (zie ook boomheiligdom); om de devotionele volkstoeloop bij de eiken op te vangen zetten de missionarissen bijvoorbeeld een mariabeeld en -kapelletje in de bomen zodat de bevolking daar verder kon blijven bidden, maar dan op een christelijke manier.
Voor een opsomming van de feiten in deze theorie: zie christendom en syncretisme.

## Syncretisme in Azië
Binnen het boeddhisme is syncretisme geen taboe. Het Tibetaans boeddhisme nam veel plaatselijke goden en gebruiken over van de bön. Ook het taoïsme is openlijk syncretisch. Aan het taoïstische pantheon, de godenverzameling, worden goden toegevoegd wanneer het volk deze figuren lange tijd heeft vereerd. 
Een voorbeeld van een syncretische godsdienst in Azië is de Cao Đài religie in Vietnam.

## Syncretisme in het Midden-Oosten
Het Midden-Oosten kent dankzij zijn millennia lange geschiedenis van beschavingen meerdere syncretische religies die in de 21e eeuw nog volgelingen hebben:
- Ahl-e Haqq (ernstig bedreigd in Irak en Iran)
- Alevitisme (onderdrukt in Turkije)
- Alawitisme (ernstig bedreigd, in Libanon en Syrië)
- Druzisme (veilig in Libanon en Israël maar enigszins bedreigd in Syrië)
- Mandaïsme (ernstig bedreigd in Irak en Iran)
- Manicheïsme (uitgestorven)
- Shabakisme (ernstig bedreigd in Irak)
- Yezidisme (ernstig bedreigd, met name in Irak en Syrië)
- Zoroastrisme (veilig maar enigszins bedreigd in Irak en Iran)

Door oorlogen en de toename van religieuze onderdrukking in de overwegend islamitische staten van het Midden-Oosten staan de meeste van deze religies echter ernstig onder druk en worden deze in veel gevallen met uitsterven bedreigd. Door de Syrische Burgeroorlog en Irakese Burgeroorlog neemt de druk op de nog bestaande religieuze minderheden snel toe.

## Syncretisme in het Caribische gebied
De miljoenen Afrikanen die als slaven naar het Caraïbische gebied werden vervoerd, namen hun religie mee. Hun religie werd verboden door de slavenhouders op de plantages en ging daarom ‘ondergronds’. De slaven zagen parallellen tussen de voodoo geestwezens uit West-Afrika en de katholieke heiligen van hun onderdrukkers. Camouflage van de geestwezens als katholieke heiligen bleek een voortreffelijk middel om hun spirituele leven in stand te houden. Zo ontstonden nieuwe religies, zoals candomblé en jeje in Brazilië, vodou in Haïti, santería en Palo Monte in Cuba, de magisch religieuze healing obeah in Jamaica en de Nederlands-Caribische eilanden, winti in Suriname, shango op Trinidad en longanis in Mauritius.

## Modern syncretisme
In de 20e eeuw kwamen diverse religieuze bewegingen op gang die een combinatie van elementen uit verschillende godsdienstige tradities en geloofsuitspraken nastreefden, al dan niet bewust. Voorbeelden zouden te vinden zijn binnen de new-agebeweging, de Wereldraad van Kerken, het Universeel soefisme en de Vrijmetselarij.